# Albula argentea
Espèce
Albula argenteus est une espèce de poissons téléostéens.